# Casimiro José Vieira
Casimiro José Vieira (Mosteiro, Vieira do Minho, 4 de Março de 1817 – Margaride (Santa Eulália), Felgueiras, 30 de Junho de 1895), foi um sacerdote católico português.
Era um forte defensor do culto das Cinco Chagas de Cristo e um legitimista convicto, que proclamava El-Rei D. Miguel do alto do Bom Jesus do Monte, e que foi um dos líderes da Revolução da Maria da Fonte. Tendo ido viver para a vila de Margaride no concelho de Felgueiras, foi aí pároco da Paróquia de Margaride (Santa Eulália) de 27 de março de 1867 a 9 de dezembro de 1867.
Publicou um relato das suas atividades guerreiras à frente de um grupo de camponeses, sob o título:
- Apontamentos para a história da Revolução do Minho em 1846 ou da Maria da Fonte,[6] Braga, Typographia Lusitana, 1883; Lisboa, Rolim, 1987 (edição facsimile da edição de 1883 com prefácio de José Manuel Sobral).